# 西尾公伯
西尾 公伯（にしお きみひろ、きみのり）は、日本の男性アニメーター、キャラクターデザイナー。近年まで、スタジオコクピットに所属していたが、現在はフリーランスで活動している。

## 参加作品

### テレビアニメ
- 新機動戦記ガンダムW （1995年-1996年、動画）
- 機動新世紀ガンダムX （1996年、動画）
- 少女革命ウテナ （1997年、原画）
- キューティーハニーF （1997年-1998年、原画）
- 聖ルミナス女学院 （1997年-1998年、原画）
- ふしぎ魔法ファンファンファーマシィー （1998年-1999年、原画）
- 神風怪盗ジャンヌ （1999年-2000年、原画）
- ポケットモンスター （1997年-2000年、原画）
- ラブひな （2000年、原画）
- こみっくパーティー （2001年、原画）
- 機動天使エンジェリックレイヤー （2001年、原画）
- カスミン （2001年、原画）
- 円盤皇女ワるきゅーレ （2002年、原画）
- 魔法遣いに大切なこと （2003年、原画）
- クロノクルセイド （2003年-2004年、原画）
- マーメイドメロディー ぴちぴちピッチ （2003年-2004年、原画）
- おもいっきり科学アドベンチャー そーなんだ! （2003年-2004年、原画）
- 十兵衛ちゃん2 -シベリア柳生の逆襲- （2004年、原画）
- マーメイドメロディー ぴちぴちピッチ ピュア （2004年、作画監督・作画監督補佐・原画）
- 頭文字D Fourth Stage （2004年-2006年、原画）
- 宇宙交響詩メーテル 銀河鉄道999外伝 （2004年、原画）
- 甲虫王者ムシキング 森の民の伝説 （2005年-2006年、作画監督・原画）
- ToHeart2 （2005年、キャラクターデザイン・総作画監督・作画監督）
- タクティカルロア （2006年、デザイン協力・原画）
- エア・ギア （2006年、原画）
- NIGHT HEAD GENESIS （2006年、原画）
- 働きマン （2006年、OP原画・ED原画）
- RAY THE ANIMATION （2006年、原画）
- BLACK BLOOD BROTHERS （2006年、原画）
- Gift 〜ギフト〜 eternal rainbow （2006年、原画）
- 武装錬金 （2006年-2007年、原画）
- 鋼鉄神ジーグ （2007年、原画）
- もえたん （2007年、キャラクターデザイン・総作画監督・作画監督）
- ひだまりスケッチ （2007年、作画監督・原画）
- さぁイコー! たまごっち （2007年-2008年、作画監督）
- 絶対可憐チルドレン （2008年、サブキャラクターデザイン・作画監督・ED原画）
- まかでみ・WAっしょい! （2008年、OP原画）
- とらドラ! （2008年、原画）
- ドルアーガの塔 〜the Aegis of URUK〜 （2009年、OP原画）
- メジャー 5th season （2009年、原画）
- 極上!!めちゃモテ委員長 （2009年-2010年、OP原画・ED原画）
- 咲-Saki- （2009年、作画監督・原画）
- フレッシュプリキュア! （2009年-2010年、原画）
- 毎日かあさん （2009年-2012年、原画）
- クロスゲーム （2009年-2010年、作画監督）
- そらのおとしもの （2009年、原画）
- そらのおとしもの （2009年-2010年、原画）
- 会長はメイド様! （2010年、原画）
- ポケットモンスター ベストウイッシュ （2010年-2012年、原画）
- 探偵オペラ ミルキィホームズ （2010年、OP原画）
- FORTUNE ARTERIAL 赤い約束 （2010年、作画監督・原画）
- SKET DANCE （2011年-2012年、作画監督・原画）
- もしドラ （2011年、原画）
- メタルファイト ベイブレード 4D （2011年、原画）
- 聖痕のクェイサーII （2011年、作画監督）
- いつか天魔の黒ウサギ （2011年、作画監督・OP原画・アイキャッチ）
- まよチキ! （2011年、作画監督・原画）
- クイーンズブレイド リベリオン （2012年、作画監督・原画）
- ポケットモンスター ベストウイッシュ シーズン2 （2012年-2013年、原画）
- ガールズ&パンツァー （2012年、OP原画）
- D.C.III 〜ダ・カーポIII〜 （2013年、キャラクターデザイン・総作画監督・作画監督・原画・OP作画監督・ED作画監督）
- ポケットモンスター XY （2013年-、原画）
- メガネブ! （2013年、原画）
- 鬼灯の冷徹 （2014年、原画）
- 風雲維新ダイ☆ショーグン （2014年、サブキャラクターデザイン・総作画監督・作画監督・原画・OP原画）
- 俺、ツインテールになります。 （2014年、総作画監督）
- 魔弾の王と戦姫 （2014年、作画監督）
- レガリア The Three Sacred Stars （2016年、キャラクターデザイン・総作画監督[3]）
- プリンセス・プリンシパル （2017年、総作画監督）
- ゲーマーズ!（2017年、原画）
- B-PROJECT〜絶頂*エモーション〜（2019年、作画監督）
- 荒野のコトブキ飛行隊（2019年、作画監督）
- 英雄教室（2023年、作画監督）

### OVA
- クイーン・エメラルダス （1998年-1999年、原画）
- アーリーレインズ （2003年、原画）
- To Heart 〜Remember my Memories〜 （2004年、DVD特典原画）
- 最終兵器彼女 Another love song （2005年、原画）
- よみがえる空 -RESCUE WINGS- （2006年、原画）
- Gift 〜ギフト〜 eternal rainbow （2007年、原画）
- THE IDOLM@STER LIVE FOR YOU! （2008年、キャラクターデザイン・作画監督）
- ひぐらしのなく頃に礼 （2009年、原画）
- こわれかけのオルゴール（2009年、キャラクターデザイン）

### Webアニメ
- ゆとりちゃん （2010年、キャラクターデザイン・総作画監督）

### 劇場アニメ
- 名探偵コナン 時計じかけの摩天楼 （1997年、動画）
- ピカチュウのなつやすみ （1998年、原画）
- 少女革命ウテナ アドゥレセンス黙示録 （1999年、原画）
- 劇場版ポケットモンスター 結晶塔の帝王 ENTEI （2000年、原画）
- 劇場版ポケットモンスター アドバンスジェネレーション 七夜の願い星 ジラーチ （2003年、原画）
- 劇場版ポケットモンスター ダイヤモンド&パール アルセウス 超克の時空へ （2009年、原画）

### ゲーム
- ひみつ戦隊メタモルV （1998年、原画・OP動画）
- ドキドキプリティリーグ 熱血乙女青春記 （1998年、OP原画）
- 金田一少年の事件簿 星見島 悲しみの復讐鬼 （1998年、動画チェック）